# Corpo delle Lanterne Verdi
Il Corpo delle Lanterne Verdi (Green Lantern Corps) è una forza di polizia intergalattica immaginaria che appare nei fumetti pubblicati dalla DC Comics. Pattuglia i confini più remoti dell'Universo DC su richiesta dei Guardiani dell'Universo, una razza di immortali residenti sul pianeta Oa. Secondo la continuity della DC, il Corpo delle Lanterne Verdi esiste da oltre tre miliardi di anni, sopravvivendo a molteplici conflitti sia interni che esterni. Divisi in coppie nei 3600 "settori" dell'universo, oltre 7200 membri servono all'interno del Corpo. Ad ogni Lanterna Verde viene dato un anello del potere, un'arma che conferisce poteri e abilità che vengono controllate o limitate dalla volontà di chi lo indossa. Un film basato sul Corpo delle Lanterne Verdi e facente parte del DC Extended Universe è stato annunciato nell'ottobre 2014 ed era previsto per il 19 giugno 2020. Al San Diego Comic-Con 2015 è stato annunciato il titolo ufficiale del film.

## Storia editoriale
Nel 1959, durante un revival della popolarità dei fumetti di supereroi in America, il curatore editoriale della DC Comics, Julius Schwartz, decise di reinventare come un eroe della fantascienza Green Lantern, un personaggio dei supereroi degli anni quaranta. La nuova concezione di Schwartz di Lanterna Verde aveva un nome diverso, Hal Jordan, e un diverso costume e una propria diversa origine e nessuna connessione con la versione originale del personaggio. Mentre quest'ultima era un vigilante solitario che viveva solo avventure sulla Terra, la nuova versione faceva parte di un gruppo di personaggi che si chiamavano tutti Lanterne Verdi. Il gruppo è menzionato per la prima volta in Showcase n. 22 (1960) quando una Lanterna Verde morente passa il suo anello ad Hal Jordan. Nel corso degli anni, gli scrittori hanno introdotto un grande cast di Lanterne Verdi in ruoli sia di supporto che di protagonisti.

## Storia del gruppo

### I Guardiani dell'Universo
I Guardiani dell'Universo sono una delle tante razze originarie del pianeta Maltus e furono le prime forme di vita intelligenti. Inizialmente erano umanoidi alti di colore blu con i capelli neri e divennero scienziati e ideologisti, sperimentando i mondi intorno al loro. In un momento fondamentale, miliardi di anni fa, un maltusiano di nome Krona utilizzò il viaggio nel tempo per osservare l'inizio dell'universo. Tuttavia, questo esperimento, e più tardi il tentativo di fermarlo, scatenarono dei disastri su tutta l'esistenza. In origine, l'esperimento ridusse l'universo in tanti multiversi e creò il malvagio universo Anti-Materiale di Qward. Seguendo la distruzione retroattiva del Multiverso, si scoprì che Krona allagò l'inizio dell'universo con l'entropia facendo sì che "nascesse vecchio".
I maschi maltusiani discussero di quella situazione: un gruppo di loro decise di dedicare la loro eterna esistenza a contenere il male; questo gruppo si divise tra I Guardiani dell'Universo e i Controllers. Le femmine, tuttavia, non videro la necessità di immischiarsi e, dato che gli Oani erano immortali e non avevano più bisogno di riprodursi, lasciarono i loro compagni e divennero le Zamarons. Ricollocando il pianeta Oa al centro esatto dell'Universo, i Guardiani si dedicarono a combattere il male e a creare ordine nell'universo. Durante questo periodo si evolsero nel loro stato attuale.

### Manhunters-"Massacro del Settore 666"
Nel loro primo tentativo di rafforzare la loro volontà e la guardia contro minacce di ogni sorta, circa 3,5 miliardi di anni fa, i Guardiani crearono una legione di sentinelle robotiche chiamati i Manhunters. All'inizio agirono fedelmente per rafforzare l'ordine, per poi risentire della servitù e delle restrizioni morali decretate per loro dai Guardiani. Furono anche trovati inesorabilmente imperfetti, a causa della loro inabilità di riconoscere o provare le emozioni. Si ribellarono ai Guardiani e combatterono una guerra millenaria che culminò con un attacco al pianeta Oa. I Guardiani si disfecero dei loro servitori robotici, privandoli dei loro poteri, e bandendoli attraverso l'universo. Infine, i Manhunters sopravvissuti formarono una loro società robotica e perseguirono la loro interpretazione della loro missione originale.
Nelle serie di Martian Manhunter, i Guardiani ebbero l'idea di una forza di polizia intergalattica dai Manhunters dei Marziani. Offrirono infatti ai Marziani stessi di essere quella forza. I Marziani dovettero declinare l'offerta, ma i Guardiani tennero il nome per gli androidi.
In Green Lantern: Secret Origins, fu rivelato che i Manhunters soffrirono di un malfunzionamento della logica. Questo li portò a pensare che l'ordine poteva essere raggiunto solo eliminando la vita. Arrivarono fino al settore 666, massacrando triliardi di persone durante il processo. I soli sopravvissuti si misero insieme per formare i Five Inversion, giurando vendetta sui Guardiani per le azioni della loro creazione.

### Creazione del Corpo
Castigati dal fallimento dei Manhunters, i Guardiani decisero che la loro nuova forza di soldati per il bene sarebbe consistita di esseri viventi, che avrebbero avuto una forte moralità e libero arbitrio. Per armare questa nuova legione di cavalieri celesti, i Guardiani crearono gli Anelli del Potere, anelli di un'incredibile tecnologia avanzata che avrebbero permesso ai loro portatori di proiettare dei raggi verdi di energia con cui avrebbero potuto costruire oggetti di ogni forma e dimensione, limitati solo dalla volontà e dall'immaginazione del loro portatore.
Sebbene la connessione tra i Guardiani Oani e le origini del simbolo delle Lanterne Verdi è ancora da chiarire, si sa che la lanterna in sé ha le sue origini nella prima vita nell'universo. Presumibilmente la prima vita nella galassia emerse in un mondo nebbioso senza nome, e quando svilupparono una forza di polizia, che avrebbe portato una lanterna accesa con una fiamma verde, diedero vita al Corpo delle Lanterne Verdi. Fu stimato che quest'idea fu adottata e espansa attraverso la galassia come simbolo per la legge e la giustizia e la sua abilità di ispirare incertezza e confusione, infine risultante nella formazione del Corpo delle Lanterne Verdi, che ebbero anelli del potere e batterie simili a lanterne. Inizialmente consistente di poche dozzine di agenti all'epoca, il Corpo incrementò radicalmente i suoi numeri approssimativamente 1000 anni fa. I Guardiani cercarono di portare ordine sul pianeta Apokolips. Casa del tiranno galattico Darkseid, Apokolips era ed è una roccaforte del male. La Lanterna Verde Raker Qarrigat cercò di rimuovere Darkseid dal potere, solo per essere reso schiavo dalla potenza dello stesso Darkseid. Raker tornò su Oa, dove convinse i Guardiani che per prendere Apokolips sarebbe servito un intero esercito. Autorizzati ad effettuare un massiccio reclutamento, Raker e i suoi compagni Lanterne assunsero migliaia di nuovi membri, portando l'adesione totale a 3600 unità.

### La Crisi e le conseguenze
Sia il Corpo che i Guardiani soffrirono di alcune perdite durante Crisi sulle Terre infinite. Il fallimento dei Guardiani nel prendere le decisioni adeguate durante la Crisi, li portarono alla decisione di allontanare Oa dalla compagnia delle loro controparti femminili, le Zamarons. Lasciati ai loro dispositivi, il Corpo dovette subire una maggiore riorganizzazione. Una squadra di Lanterne Verdi capitanate da Hal Jordan si stazionò sulla Terra, ed il sistema di assegnare ad ogni Lanterna Verde un settore fu temporaneamente abbandonato. La decisione del Corpo di giustiziare Sinestro comportò l'attivazione di una finora sconosciuta valvola di sicurezza che depotenziò ogni anello delle Lanterne Verdi ad eccetto di quelli di Hal Jordan, Guy Gardner, G'nort e Ch'p.
I Guardiani infine tornarono su Oa e ricominciarono la ricostruzione del Corpo, assegnando Guy Gardner alla Terra, John Stewart al Mondo Mosaico, e Hal Jordan al reclutamento di nuovi membri. Ironicamente lo stesso Jordan finì per essere responsabile della distruzione dell'incarnazione del Corpo che lui stesso aveva contribuito a creare.

### La Caduta del Corpo
Il Corpo delle Lanterne Verdi pattugliò l'Universo DC per oltre tre miliardi di anni. In questo vasto periodo di tempo, alcune Lanterne Verdi si ribellarono al Corpo. Una Lanterna Verde malvagia, Universo, fu mostrato vivo nell'epoca futura della Legione dei Supereroi, ma continuità retroattive multiple avevano da tempo eliminato questo possibile futuro. Due delle più importanti Lanterne Verdi cadute erano Sinestro, la Lanterna Verde malvagia, e Hal Jordan, che sarebbe stato inconsciamente impossessato da Parallax, l'antico parassita della paura intrappolato nella Batteria del Potere Centrale. Alla rovina della sua città natale, Coast City, Jordan fu consumato dal dolore, che lo condusse ad essere sopraffatto dalla paura, il tutto non sapendo che la sua paura era instaurata da Parallax.
I ranghi del Corpo delle Lanterne Verdi furono decimati dal posseduto Hal Jordan. La fonte del Potere del Corpo, la Batteria del Potere Centrale, fu prosciugata dall'ex eroe, e Oa fu distrutta, rimuovendo la fonte del potere originale dagli anelli.
Dopo la caduta del Corpo, altre organizzazioni tentarono di riempire il vuoto del potere lasciato dai Guardiani. Due organizzazioni cominciarono a farsi strada: i Darkstars e la L.E.G.I.O.N.. Tuttavia, non riuscirono mai ad ottenere la potenza o la portata del Corpo.

### Le Lanterne Perdute
Le Lanterne Perdute erano un gruppo di Lanterne Verdi che tentarono di fermare Parallax dall'impossessarsi di Oa. Parallax li sconfisse nello spazio e dopo che distrusse il Corpo fu presunto che fossero morti. Invece, furono catturati dai Manhunters e portati su Biot, il pianeta patria dei Manhunters nel settore 3601. Furono utilizzati in vari esperimenti per disegnare e dare potere ai nuovi modelli di Manhunters. Furono infine trovati e salvati dal resuscitato Hal Jordan e da Guy Gardner. Le Lanterne Perdute si riunirono al Corpo, sebbene con qualche difficoltà di adeguamento. Nonostante avessero appreso della possessione di Hal Jordan da parte di Parallax, alcuni ancora lo incolparono per la loro cattura e si allearono quando furono convocati su Oa.

### Rinascita del Corpo
Nel tentativo di redimersi dopo le sue azioni nelle vesti di Parallax, Hal Jordan si sacrificò riaccendendo il sole, da cui Oa e la Batteria del Potere Centrale furono completamente ricostruiti dalla manifestazione fisica della volontà di un morente Jordan, incanalata attraverso il suo vecchio amico e confidente Tom Kalmaku. Poco dopo, Kyle Rayner, avendo assorbito il potere di Parallax e Oblivion, divenne Ion. Ion incanalò l'energia rimanente del sole che una volta erano i Guardiani, nella Batteria del Potere Centrale, facendo sì che gli stessi Guardiani potessero rinascere come infanti di entrambi i sessi.
Si scoprì più tardi che Hal Jordan era stato posseduto dall'incarnazione della paura, un antico parassita di nome Parallax. Parallax fu imprigionato all'interno della Batteria del Potere Centrale per miliardi di anni e non è altro che l'"Impurità Gialla" all'interno della luce verde del Corpo che lascia le Lanterne Verdi vulnerabili al colore giallo. Hal Jordan, dopo aver imparato dell'impurità di Parallax, riuscì a separarsi da lui e rinacque di nuovo come Lanterna Verde. Lui, con l'aiuto di John Stewart, Guy Gardner, Kyle Rayner, e Kilowog, reimprigionarono Parallax. Con il ritorno di Parallax alla Batteria del Potere Centrale, i Guardiani continuarono la ricostruzione ed espansione del Corpo delle Lanterne Verdi, rafforzando gli anelli del potere, ora direttamente capaci di battere il colore giallo, a patto che il portatore fosse riuscito a vincere le proprie paure. Questo nuovo Corpo, sotto l'allenamento di Kilowog, Kyle Rayner, Guy Gardner ed altri veterani, fu primariamente composto di nuove reclute. Solo una manciata di Lanterne veterane rimasero nei ranghi. Ogni settore, ora, aveva due Lanterne Verdi assegnate alla sua protezione (Hal Jordan e John Stewart furono assegnati al settore 2814). A causa di un patto con la Spider Guild, il sistema stellare Vega venne dichiarato fuori dalla giurisdizione per ogni Lanterna Verde.
Il nuovo Corpo delle Lanterne Verdi al momento presentava la mancanza di mano d'opera ed influenza politica di cui godeva a causa degli anni di lunga assenza dai settori. Questo lasciò il Corpo del tutto incapace di intervenire in situazioni che avrebbero potuto lasciare che Parallax distruggesse il vecchio Corpo, includendo conflitti come la guerra tra i pianeti Rann e Thanagar. I Guardiani rimasero indifferenti a quello che vedevano come un conflitto che avrebbe potuto destabilizzare molti settori, ma che non aveva fermato Kyle Rayner e Kilowog dall'aiutare i rifugiati.
Nonostante queste difficoltà, il Corpo giocò un ruolo importante nella sconfitta di Superboy-Prime. Molte Lanterne Verdi furono uccise nel rallentamento dell'avanzata di Superboy Prime verso Oa, un sacrificio che consentì agli eroi più forti della Terra di eseguire i loro piani per fermarlo. Mogo, un pianeta senziente e membro del Corpo, si posizionò per agire come campo di battaglia finale tra Superboy-Prime e due Superman. La responsabilità dell'incarceramento di Superboy-Prime fu a carico dei Guardiani, che impiegarono il Corpo in questa missione, incarcerandolo dentro un piccolo Mangiatore di Soli rosso con cinquanta Lanterne Verdi alla costante guardia della sua prigionia. La "Prime Duty" è considerata una funzione minore del Corpo ed una punizione, infatti Guy Gardner fu costretto ad un mese di guardia per aver infranto una regola del Corpo.
Con il calendario di "Un Anno Dopo", il Corpo delle Lanterne Verdi incrementò i suoi numeri, con cui ex allenatori rientravano in servizio come ufficiali a tempo pieno. Una scarsità di Lanterne con esperienza rimasero un problema, e Guy Gardner fu assegnato ad assistere le reclute.

### Sinestro Corps
La Lanterna Verde rinnegata Sinestro, lavorando con l'Anti-Monitor, creò una sua versione del Corpo. Chiamata i "Sinestro Corps", reclutò esseri capaci incutere una grande paura. Armati di anelli e batterie del potere gialli costruiti su Qward, i Sinestro Corps di recente programmarono un attacco su Oa, uccidendo dozzine di Lanterne Verdi, rapendo Kyle Rayner, e liberando Superboy Prime, Parallax, e Cyborg Superman dalla supervisione del Corpo delle Lanterne Verdi.
Non appena la paura del Sinestro Corps si diffuse, i Guardiani, disperati, riscrissero le Dieci leggi nel Libro di Oa, permettendo alle Lanterne Verdi rimanenti di utilizzare la forza letale.

### La notte più profonda
Nascosto nel Libro di Oa esiste un Capitolo di Rivelazioni Cosmiche che contiene una profezia chiamata la "Notte più oscura". Nella profezia, sette Corpi di differenti colori sono in guerra gli uni contro gli altri, distruggendo di conseguenza se stessi e l'universo.
Dopo la Guerra con il Sinestro Corps, Ganthet e Sayd furono banditi dai Guardiani. Capendo che la profezia stava per avverarsi, crearono un anello del potere blu della speranza. I Guadiani rimasti crearono le Lanterne Alpha e rivelarono le nuove leggi che scrissero per il Corpo delle Lanterne Verdi.
Durante la "Notte più oscura", i Guardiani finalmente capirono l'accuratezza della profezia e furono imprigionati da Scar, un Guardiano malvagio che lavorava per Nekron che lanciò un attacco al Corpo resuscitando alcune Lanterne Verdi morte e facendo di loro le Lanterne Nere.

### Giuramento
Nel futuro mostrato nella miniserie Legione dei 3 Mondi, fu rivelato che Mogo era morto da tempo e che senza di lui non si potevano distribuire gli anelli del potere, e senza anelli del potere niente Corpo delle Lanterne Verdi nel XXXI secolo. Rond Vidar fu lìultima Lanterna Verde finché non fu assassinato da Superboy Prime. Sodam Yat era l'ultimo Guardiano dell'universo, vivendo ora su una Oa rovinata. Anteprime di Legione di 3 Mondi n. 3 mostrarono prendere alcuni anelli delle lanterne cadute sotto un nuovo giuramento:
«In brightest day, in darkest night, No evil shall escape my sight. Let those who worship evil's might Beware my power - Green Lantern's light! »
«Nel giorno più splendente, nella notte più profonda nessun malvagio sfugga alla mia ronda. Quindi chi nel male si perde si guardi dal mio potere, la luce di Lanterna Verde!»
Dopo aver aiutato le Legioni a sconfiggere Prime e le sue forze, Yat si rese conto che l'universo aveva bisogno di combattere una tale minaccia. Tornato su Oa, mendò gli anelli in giro per l'universo per reclutare un nuovo Corpo delle Lanterne Verdi.
Nella continuità originale della Legione, il Corpo delle Lanterne Verdi fu bandito dalla Terra, grazie alle azioni di Lanterna Verde che divenne l'avversario della Legione, Universo. Con le recenti alterazioni della continuità di questo futuro, non è chiaro se questo bando fosse ancora in azione. Similarmente, i Guardiani furono rivelati ancora esistenti su Oa nella continuità corrente; il loro destino nella rinnovata continuità deve ancora essere rivelata.

## Caratterizzazione

### I 3600 Settori
Il Corpo è un'organizzazione di 7200 Lanterne (originariamente erano una per settore, quindi 3600) che vengono scelte dagli anelli per la loro capacità di superare le proprie paure, e ne vengono assegnate due per ogni settore dello spazio che richiede la protezione di più di una Lanterna Verde (si veda il caso del settore 2814, che comprende anche la Via Lattea e di conseguenza la Terra, dove le Lanterne Verdi sono due, Hal Jordan e John Stewart). Settori altamente popolati come il settore 2814 possono avere più Lanterne. Mentre le Lanterne primarie del settore 2814 sono Hal Jordan e John Stewart, Kyle Rayner e Guy Gardner sono stazionati su Oa, prima come insegnanti e ora assegnati ai casi troppo complicati per le Lanterne Verdi medie. Il numero ufficiale di membri attivi apparentemente non comprende membri di supporto tenuti in riserva per essere chiamati in servizio in un attimo, nel caso che una Lanterna Verde di un particolare settore non sia reperibile. Nell'organizzazione originale, la lista attiva era tenuta in considerazione massima considerando che John Stewart non poteva entrare in servizio durante la Crisi Nekron nonostante la grave natura della situazione.
Ogni membro ha una grande autonomia come anche i propri metodi nella loro giurisdizione, e sono soggetti al rimprovero dai Guardiani se sentono che una Lanterna Verde ha abusato dell'autorità conferitagli. Le Lanterne sono individualmente responsabili del reclutamento di un rimpiazzo (quando possibile) in caso di morte o se sono vicini al pensionamento. Se una Lanterna muore prima di adempiere a questo dovere, l'anello trova un sostituto per conto suo. La Lanterna Verde dalle dimensioni di un pianeta, di nome Mogo, gioca un ruolo chiave, aiutando gli anelli nella missione di reclutamento. Per questa ragione, i Sinestro Corps cercarono di ucciderlo. In rare circostanze, i Guardiani eseguono personalmente i reclutamenti, via telepresenza. Il reclutamento delle Lanterne di supporto, invece, avviene con altri criteri, come nella scelta del secondo candidato ideale della Lanterna precedentemente deceduta, come per il caso di Guy Gardner. Quando una Lanterna di un determinato settore è ancora attiva, la selezione di un membro di rinforzo viene eseguita personalmente dai Guardiani, come nel caso del reclutamento di John Stewart, quando Guy Gardner fu gravemente ferito in un incidente. Hal Jordan fu contrario al reclutamento di John Stewart, in quanto era un tipo scontroso ed impulsivo, ma i Guardiani rimasero fermi nella loro decisione, ed il reclutamento si John Stewart si provò adatto allo scopo.
Al momento dell'assunzione, ogni Lanterna Verde del Corpo originale riceveva un anello del potere, una batteria per ricaricarlo a forma di lanterna ed un'uniforme. Il disegno predefinito dell'uniforme progettata per gli umanoidi aveva una sezione verde che ricopriva le spalle e il torso, una sezione nera per le braccia e la parte superiore delle gambe, stivali verdi, guanti bianchi, maschera verde, e sul petto, un cerchio bianco con il simbolo di una lanterna verde stilizzata. Le Lanterne avevano il permesso di costruirsi una propria uniforme purché il simbolo ed il colore verde predominante fossero presenti. Per esempio, Mogo, un pianeta senziente, cambiò la propria vegetazione così da creare il simbolo del Corpo sulla sua superficie. Jack T. Chance, un umanoide, rifiutò di indossare un'uniforme, ma concesse di indossare un distintivo sul risvolto del suo giubbotto. Alle Lanterne fu anche permesso di avere un'identità segreta come misura di sicurezza ed è implicito che il Corpo fu messo in avviso di onorare tale scelta facendo attenzione a non esporli. L'allenamento nell'uso dei loro anelli era per le Lanterne Verdi una scelta facoltativa e il personale istruttore per tale scelta era a richiesta su Oa. In più, una Lanterna Verde veterana può essere assegnata in qualità di allenatore verso la recluta o le reclute nel campo, nel loro settore.
Il nuovo Corpo delle Lanterne Verdi è stato costruito dai Guardiani in modo più strutturale e formale da quello distrutto da Parallax. Le reclute, dopo essere state trovate dai loro Anelli del Potere, vengono portate su Oa per l'addestramento. Non tutte le Lanterne riescono a superarlo, infatti molti di loro falliscono, costringendo gli anelli a trovare nuovi portatori. Durante l'allenamento, le reclute indossano l'uniforme base del Corpo, ma il simbolo sul petto viene aggiunto solo una volta che l'addestramento viene superato e completato. In aggiunta, tutti gli anelli del potere, e non solo quello assegnato ad interim a Kyle Rayner, che non funzionano con il colore giallo, provvedono ai portatori di sentire la paura dietro al colore a li aiutano a superarlo.
Con il reclutamento, una Lanterna Verde deve sostenere certi principi durante lo svolgimento del suo dovere. Questi principi includono:
1. La protezione della Libertà e della Vita all'interno del Settore assegnato.
2. Seguire gli Ordini dei Guardiani senza discutere.
3. Non interferire con la cultura di un pianeta, con la sua struttura politica, o con la volontà collettiva della sua popolazione.
4. Agire secondo le leggi locali e obbedire alle autorità locali entro i limiti. (Presumibilmente, gli Ordini dei Guardiani possono superare le leggi di un pianeta quando necessario).
5. Non agire contro niente e nessuno finché non si prova essere una minaccia contro la Vita e la Libertà.
6. Rifiutare di utilizzare l'equipaggiamento, le risorse o l'autorità del Corpo per scopi personali.
7. Mostrare rispetto per e cooperare con gli altri membri del Corpo e i Guardiani.
8. Mostrare rispetto per la Vita, cui include la restrizione della forza a meno che non sia strettamente necessario.
9. Dare priorità assoluta alla minaccia più grande del settore assegnato.
10. Sostenere l'Onore del Corpo.
Per far rispettare questi principi, i Guardiani monitorizzano da vicino tutte le Lanterne Verdi. Se scoprono dell'avvenuta violazione del Regolamento del Corpo, convocano direttamente l'interessato su Oa e lo sottopongono ad un processo in cui le accuse vengono lette e la lanterna in causa può spiegare le sue azioni. Se i Guardiani non sono soddisfatti dalle spiegazioni, hanno un numero di opzioni disciplinari che includono:
- Libertà Vigilata.
- Supervisione personale da parte dei Guardiani.
- Esilio temporaneo dal Mondo delle Lanterne.
- Prova Rituale di Resistenza - Una Lanterna deve tentare un passaggio pericoloso attraverso l'universo anti-materiale.
- Espulsione dal Corpo.
- Dovere Prime - Quando Superboy Prime era un prigioniero Oano, fargli la guardia era una punizione.

Recentemente, in risposta alla guerra con i Sinestro Corps, i Guardiani riscrissero il Libro di Oa, per includere 10 nuove leggi. Finora ne sono state rivelate solo quattro. In Lanterna Verde nº 34 sono:
1. La Forza Letale è autorizzata nei confronti del Sinestro Corps.
2. La Forza Letale è autorizzata contro tutti nemici del Corpo delle Lanterne Verdi.
3. Le relazioni fisiche e l'amore tra Lanterne Verdi sono vietati all'interno del Corpo (poi revocata).
4. Il Sistema Vega non è più al di fuori della Giurisdizione del Corpo delle Lanterne Verdi.

### Oa-Quartiere Generale del Corpo
Il Quartiere Generale del Corpo delle Lanterne Verdi si trova su Oa, al centro dell'universo. Oa fu distrutto poco dopo che Hal Jordan divenne Parallax, ma fu più tardi ricostituito dall'amico di Hal Jordan Tom Kalmaku. Inizialmente naturale se sterile, la ricostruzione di Oa era ora un pianeta costruito sul modello di un vasto labirinto. Le caratteristiche primarie includevano una grande sala perché i Guardiani si potessero incontrare in conferenza, strutture di formazione per le reclute, prigioni chiamate le Celle per i criminali pericolosi, e tombe per onorare le Lanterne cadute. La caratteristica più prominente del pianeta è l'enorme Batteria del Potere Centrale, una versione gigante della personale batteria da ricarica delle Lanterne. La Batteria Centrale incanala la stessa energia verde dei Guardiani e lo amplifica, distribuendo energia alle batterie individuali attraverso l'universo che quindi possono essere utilizzate per ricaricare gli anelli del potere. Esseri particolarmente pericolosi come Sinestro, o Parallax, sono a volte imprigionati all'interno della Batteria Centrale.Mantenere la sicurezza su questo dispositivo è vitale come sarebbe pericoloso prevenire che i membri del Corpo attraverso l'universo ricaricassero i loro anelli, depotenziando così tutti i membri in un colpo solo.
I Guardiani incrementarono le capacità del sistema difensivo di Oa creando una struttura armaturea che proteggeva il pianeta, ma fu distrutta durante i preludi alla storia di la "Notte più Oscura".

### Guardia d'Onore e il Mantello di Comando Crimson
La Guardia d'Onore delle Lanterne Verdi è un gruppo d'élite delle Lanterne Verdi, con base su Oa ma senza limiti di settori, che servono come leader del Corpo, risolutori di problemi e operatori speciali.
Il titolo ed il mantello di Guardia d'Onore fu introdotta nel nº 1 della terza parte della miniserie Tales of The Green Lantern Corps. Tra questi ranghi vi sono tre membri: Tomar-Re, K'ryssma e Apros che comandano le tre divisioni del Corpo contro le armate dei non-morti. Nel nº 3 I Guardiani promuovono la Lanterna Verde Hal Jordan come primo umano a ricevere l'onore per le sue azioni eroiche nel guidare il Corpo nella vittoria contro Krona e Nekron.
Jordan, sebbene lusingato, declinò l'offerta dicendo che doveva essere visto come "una Lanterna Verde uguale alle altre" che fece "ciò che ogni Lanterna Verde avrebbe fatto se ne avesse avuta l'opportunità". Aggiunse anche "Quando si giunge a una cosa di questo tipo, immagino di essere solo uno del gruppo" ed è così che rimase, ai festeggiamenti dei suoi compagni fatti per lui.
La Lanterna Verde Guy Gardner fu promossa a membro primario nella Guardia d'Onore come Lanterna numero uno durante la miniserie Green Lantern Corps: Recharge. Servì anche come comandante in campo durante la battaglia. Dopo la Guerra con i Sinestro Corps, con l'entità di Ion rimossa dal suo corpo, Kyle Rayner fu aggiunto alla Guardia d'Onore come partner di Guy Gardner.

### I Cadaveri
(Von Daggle)
"I Cadaveri" (dall'inglese, gioco di parole da Corps, Corpo a Corpse = Cadavere) sono un'élite, di Operativi Neri top-Secret del Corpo delle Lanterne Verdi. I membri dei Cadaveri non sono limitati da nessuna regola delle Lanterne, e si occupano delle missioni più oscure e pericolose. Questi membri non usano anelli del potere: ingoiano dei dischetti simili a monete che forniscono loro tutti i poteri che darebbe l'anello del potere, ma con una durata di ricarica di cinque giorni. Questi dischetti producono un'energia viola invece che verde. I membri dei Cadaveri non indossano le uniformi delle Lanterne Verdi, né il loro simbolo sul petto. Portano invece un'uniforme nera senza simboli. In più non hanno la restrizione della forza letale non necessaria, che invece limita le Lanterne Verdi ad utilizzarla solo in caso di battaglia con i Sinestro Corps.
Pochissime Lanterne sono a conoscenza dell'esistenza di questo Corpo. Guy Gardner, dopo anni di servizio nel Corpo, disse non avere mai sentito parlare di loro, e dopo che ebbe compiuto una missione in loro compagnia, la sua memoria fu cancellata. Con la recente autorizzazione della forza letale contro i Sinestro Corps, il futuro e la necessità dei Cadaveri sono ancora oscuri.

### Le Lanterne Alpha
Dopo la Guerra con i Sinestro Corps, i Guardiani crearono una nuova classe di Lanterne Verdi chiamate le Lanterne Alpha. Le Lanterne Alpha sono uomini del Corpo che si sono fusi con il loro anello e con la loro batteria del potere. Boodikka, Varix, Kraken, Green Man, e Chaselon sono tutte Lanterne Alpha confermate. Da notare che Hal Jordan non fu scelto, mentre John Stewart fu scelto per farne parte ma decise di declinare l'offerta. Geoff Johns affermò che le Lanterne Alpha giocano un ruolo da Affari Interni nel Corpo. Hal Jordan si riferì a loro nello stesso modo. Queste Lanterne hanno "unità senzienti e modo di pensare delle Lanterne Verdi e l'efficienza e la logica dei Manhunters", dato che i Guardiani li trasformarono in cyborg utilizzando la tecnologia utilizzata per gli stessi Manhunters, ma mantennero le loro menti direttamente collegate al Libro di Oa e alla Batteria del Potere Centrale. Dopo la trasformazione, le Lanterne Alpha ricevettero un anello del potere in aggiunta, ed una batteria del potere fu impiantata chirurgicamente nel loro corpo così che non avrebbero mai avuto bisogno di ricaricarli, a costo della perdita della loro ex personalità. Le Lanterne Alpha non sembrano mostrare somiglianza con i loro precedenti vissuti quotidiani, ne danno l'idea di ricordare chi fossero. Simile alla recente versione dei Manhunters, le Lanterne Alpha ebbero una seconda faccia con cui potevano prosciugare il potere dagli anelli del potere. Le Lanterne Alpha sono solite ripetere uno slogan simile a quello dei Manhunters: "Nessuna Lanterna sfugge alle Lanterne Alpha".
Laira fu la prima Lanterna Verde ad essere punita dalle Lanterne Alpha; per l'omicidio di Amon Sur le fu tolto l'anello e fu espulsa dal Corpo.
Il concetto di Lanterne Alpha fu un'idea di Grant Morrison.

### Armi
Gli Anelli del Potere devono essere ricaricati regolarmente facendogli toccare la Batteria del Potere, una batteria con la forma di una lanterna, per un periodo di pochi secondi. Quando ricaricano la propria arma, alcuni membri del Corpo recitano un giuramento. Questo giuramento è diverso da membro a membro, ma il più utilizzato e popolare sembra quello di Hal Jordan.

## Altri media

### Cinema
- Nell'ottobre 2014 la Warner Bros. ha annunciato un film sul Corpo delle Lanterne Verdi facente parte dell'universo cinematografico del DC Extended Universe;[4] la storia avrebbe dovuto essere incentrata sui personaggi di Hal Jordan e John Stewart. L'uscita del film era fissata per il 24 luglio 2020, ma è stata posticipata a data indefinita; a seguito dell'annuncio della serie TV Lanterns, lo sviluppo del film è stato bloccato.[5]

### Televisione

#### Serie televisiva animata
- Il Corpo delle Lanterne Verdi fa una comparsa in Duck Dodgers, in un episodio intitolato Il super papero terrestre. Dopo che Dodgers prende accidentalmente l'uniforme di Hal Jordan dall'asciugatrice, viene teleportato alla locazione del Corpo dall'anello, dove le Lanterne sono in lotta con alcuni robot di Sinestro. Durante il combattimento, l'intero Corpo viene rapito da Sinestro per essere utilizzato come fonte di energia per un dispositivo distruttivo. Duck Dodgers pianifica di salvarli prima di restituire l'uniforme ad Hal Jordan e di restare bloccato nel nascondiglio di Sinestro.
- Il Corpo delle Lanterne Verdi comparve in alcuni episodi delle serie animate Justice League e Justice League Unlimited, tra cui La notte più buia, Ragione e sentimento, e Il ritorno. Molti membri del Corpo fecero anche dei cameo nell'episodio I Guardiani dell'Universo della serie animata Superman, in cui compare anche Kyle Rayner.
- Il Corpo delle Lanterne Verdi comparve in Batman: The Brave and the Bold, sul pianeta Oa. Nell'episodio Il cavaliere oscuro, il Corpo sta pranzando in una caffetteria quando Guy Gardner viene costretto a ripulire il caos da lui causato. In L'attacco di Despero, combattono contro Despero, e Hal Jordan nasconde i Guardiani nel suo anello per proteggerli.

### Videogiochi
- Il Corpo delle Lanterne Verdi compare spesso nel videogioco Mortal Kombat vs DC Universe. Hal Jordan compare come personaggio utilizzabile ed è uno dei protagonisti. I Guardiani compaiono nello sfondo disegnato per somigliare ad Oa, e il resto del Corpo viene menzionato in quanto sta cercando di contenere una crisi che minaccia tutto l'universo, nella Modalità Storia. In più, alla fine del gioco, Sonya Blade diventa una Lanterna Verde dell'universo Mortal Kombat dopo la morte di un'altra Lanterna Verde. Le Lanterne Verdi compaiono nel videogioco DC insieme alle Lanterne di Sinestro (gialle), quelle della rabbia (rosse) e quelle blu (speranza), che verranno introdotte nel dlc War of the Light Part I. Compaiono anche le Lanterne arancioni, però solo nell'evento natalizio.